# Дом Совета Съезда горнопромышленников Юга России
Дом Сове́та Съездов горнопромы́шленников Ю́га Росси́и (в настоящее время — зда́ние Радиотехни́ческого те́хникума) — историческое здание в Харькове, располагающееся по адресу: улица Сумская, 18 и 20. Построено в 1902—1904 годах для Совета Съезда горнопромышленников Юга России. Архитекторы Борис Михайловский, Сергей и Иллиодор Загоскины.

## Сооружение
На рубеже XIX—XX вв. Совет Съезда горнопромышленников Юга России приобрёл в Харькове для своих административных нужд у дворянки А. Г. Хариной двухэтажное каменное здание, располагавшееся по адресу Сумская улица, 18, и построенное в 1897 году. По проекту архитектора Бориса Михайловского это здание было надстроено на один этаж, а в 1902 году с северной стороны по проекту архитекторов Сергея и Иллиодора Загоскиных к зданию была пристроена новая часть с главным входом и конференц-залом:102.
В 1916 году по проекту академика архитектуры Алексея Бекетова в здании были проведены внутренние реконструктивные работы:103.

## Здание во времена Российской империи
Во времена Российской империи здание являлось важным деловым центром Харькова. В деятельности Совета Съезда горнопромышленников Юга России принимали участие видные представители технической интеллигенции города, внесшие существенный вклад в развитие инфраструктуры города:103. Совет координировал деятельность промышленных предприятий Донбасса.
С 1910 года в здании разместился Воздухоплавательный отдел Харьковского отделения русского технического общества. В 1911 году в конференц-зале Дома открылась первая в Российской империи выставка авиационной техники. На выставке, наряду с иностранными аэропланами, были продемонстрированы русские образцы самолётостроения Игоря Сикорского, Степана Гризодубова и А. К. Лелье:104.
В 1911—1912 годах в здании размещалась редакция журнала «Тяжелее воздуха», первые курсы пилотов и аэроклуб:104.

## Здание в СССР
В советские времена, после ликвидации Совета Съезда горнопромышленников Юга России, здание использовалось различными организациями. В 1936 году здесь разместилась Промышленная академия. После Великой Отечественной войны здание было передано Харьковскому авиационному институту.

## Современное состояние
В настоящее время в здании располагается Радиотехнический техникум.